# Église Saint-Martin de Goux de Cocumont
L'église Saint-Martin de Goux est une église catholique située sur le territoire de la commune de Cocumont, en France.

## Localisation

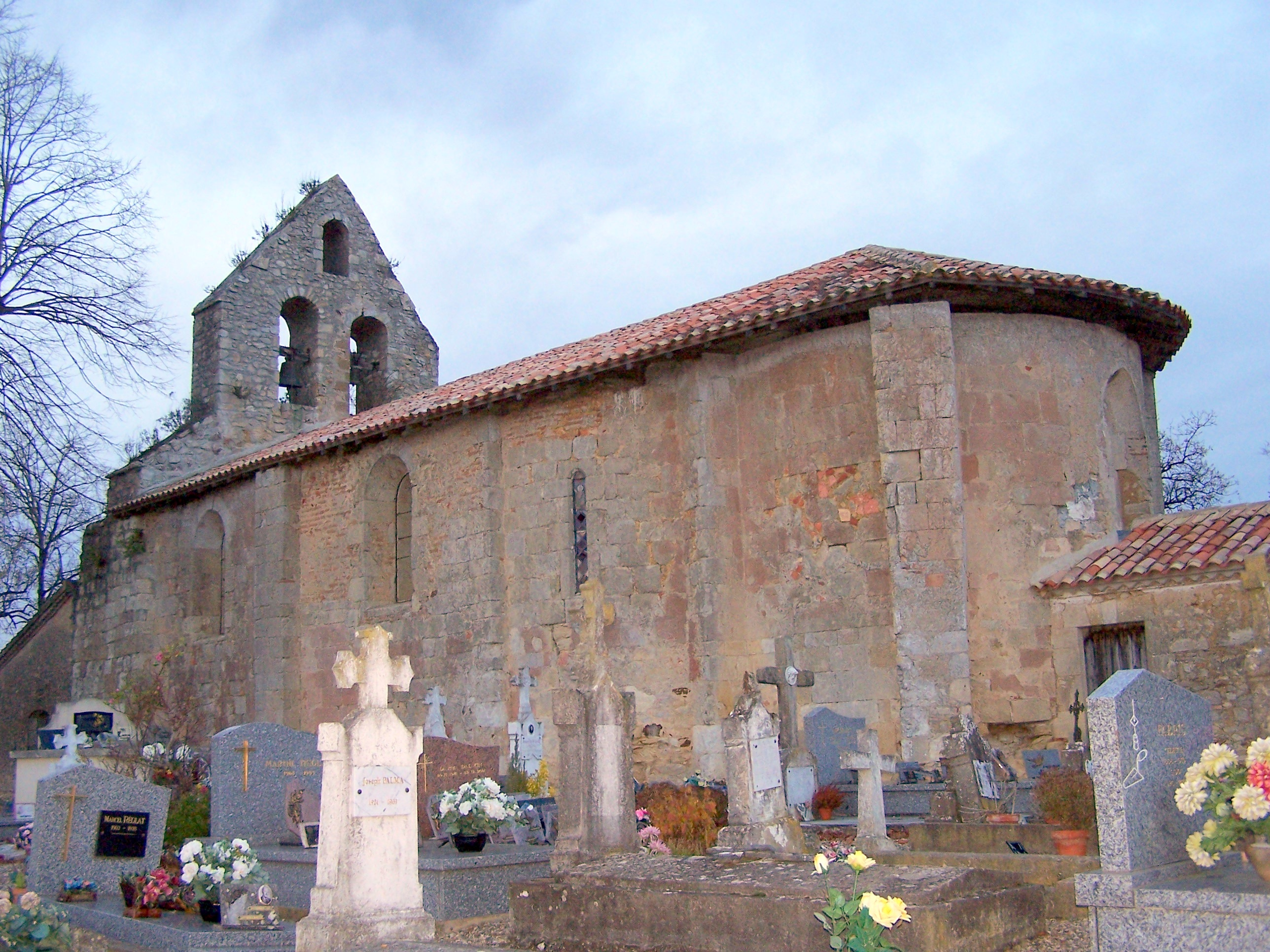
Vue sud-ouest de l'église et son chevet (déc. 2009)

L'église est située dans le département français de Lot-et-Garonne, sur la commune de Cocumont.

## Historique
L'édifice est inscrit au titre des monuments historiques en 1965.